# شو ديشواي
شو ديشواي (بالصينية: 徐德帥) (13 يوليو 1987 بداليان في الصين - ) هو لاعب كرة قدم صيني في مركز الوسط. شارك مع منتخب الصين تحت 20 سنة لكرة القدم ومنتخب هونغ كونغ تحت 23 سنة لكرة القدم ومنتخب هونغ كونغ لكرة القدم. أما مع النوادي، فقد لعب مع نادي جنوب الصين ونادي داليان شيده ونادي سيتيزن ونادي كيتشي ونادي إيسترن سبورتس وهونغ كونغ بيغاسوس ‏.

## وصلات خارجية
- شو ديشواي على موقع قاعدة بيانات كرة القدم.إي يو (الإنجليزية)
- شو ديشواي على موقع ناشيونال فوتبول تيمز (الإنجليزية)
- شو ديشواي على موقع Soccerway.com (الإنجليزية)